# The Jealous Rage
The Jealous Rage est un film muet américain réalisé par Allan Dwan et sorti en 1912.

## Synopsis
Margie est la reine du camp des mineurs. Un étranger, venu du canyon, séduit la belle, mais Bess Harding, sa rivale, dresse les mineurs contre le couple...

## Fiche technique
- Réalisation : Allan Dwan
- Date de sortie : États-Unis : 26 août 1912

## Distribution
- J. Warren Kerrigan : l'étranger
- Pauline Bush : Margie Cooler
- Jack Richardson
- Jessalyn Van Trump : Bess Harding